# رایا (سوپوت)
رایا (به صربی: Ralja) یک منطقهٔ مسکونی در صربستان است که در Sopot واقع شده‌است. رایا ۲٬۸۵۸ نفر جمعیت دارد.